# Conflictul turco-sirian (2012-prezent)
Conflictul turco-sirian se referă la o serie de incidente militare la frontiera dintre Turcia și Siria din 2012-prezent. 

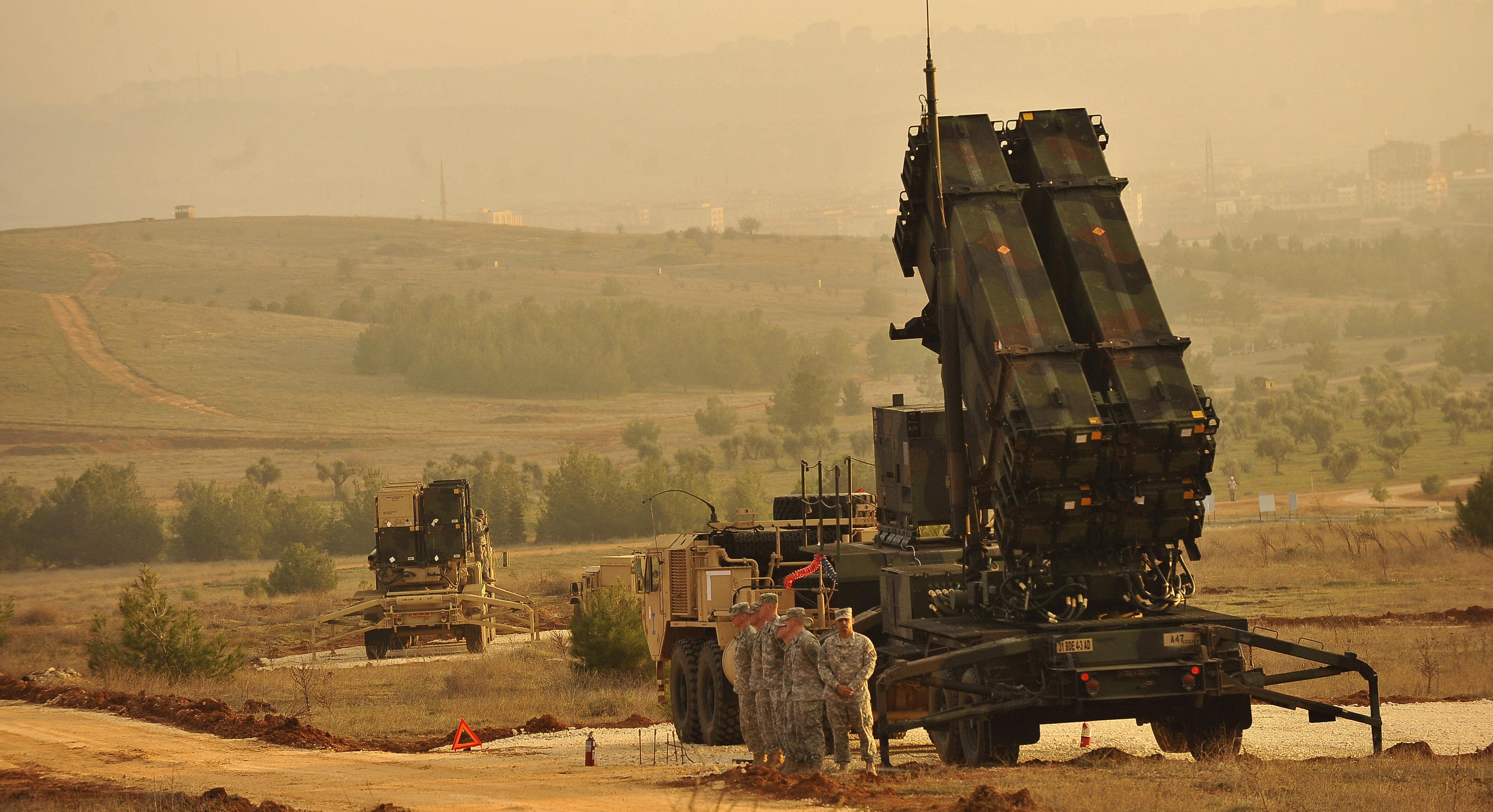
Baterii de rachete "Patriot", în sud-estul Turciei, în apropiere de granița turco-siriană

## Cronologie
La 23 februarie 2014, armata turcă a lansat tiruri de tancuri și artilerie în apropierea orașului Kassab, Siria.  Tot în apropiere de Kassab, Forțele de apărare antiaeriană ale Turciei au doborât un avion sirian.